# Александровски окръг
Александровски окръг (на полски: Powiat aleksandrowski) е окръг в северната част на Централна Полша, Куявско-Поморско войводство. Заема площ от 474,63 км2. Административен център е град Александров Куявски.

## География
Окръгът се намира в историческата област Куявия. Разположен е в централната част на войводството.

## Население
Населението на окръга възлиза на 56 199 души (2012 г.). Гъстотата е 118 души/км2.

## Административно деление
Административно окръгът е разделен на 9 общини.
Градска община:
- Александров Куявски
- Нешава
- Чехочинек

Селски общини:
- Община Александров Куявски
- Община Бондково
- Община Ваганец
- Община Закшево
- Община Конецк
- Община Рачьонжек

## Фотогалерия
- Александров Куявски
- Нешава
- Чехочинек